# معركة تروا ريفيير
معركة تروا ريفيير أو معركة الأنهار الثلاثة هي معركةٌ دارت رحاها في 8 يونيو 1776 خلال حرب الاستقلال الأمريكية. نجح الجيش البريطاني بقيادة حاكم كيبك غاي كارلتون في إفشال مُحاولةٍ قامت بها وحداتٌ من الجيش القاري بقيادة العميد ويليام ثومبسون لوقف التقدّم البريطانيّ حتى وادي نهر سانت لورانس. وقعت معركة تروا ريفيير بوصفها جُزءاً من غزو المستعمرين الأمريكيين لكيبك الذي بدأ في شهر سبتمبر من عام 1775 بهدف نزع المُقاطعة من حكم البريطانيين.
لاحظت ميليشيا كيبك عبور القوات الأمريكيّة لنهر سانت لورانس فنبّهت القوات البريطانية القابعة في تروا ريفيير. قاد أحدُ المُزارعين المحليين الأمريكيين إلى مُستنقع، ممّا مكّن البريطانيين من جلب قوات إضافيّة للقرية والتمركز في مواقعهم من وراء الجيش الأمريكيّ. وقعت مُناوشاتٌ بين الجيش البريطانيّ والقوات الأمريكيّة أثناء مُحاولتها الخروج من المُستنقع قبل أن ينسحب الأمريكيّون بشكلٍ غير مُنظمٍ إلى حدّ ما. استطاع البريطانيّون قطع الطريق على بعض كتائب الأمريكيين أثناء انسحابها وأسروا عدداً لا بأس به من الأسرى من بينهم الجنرال ثومبسون وعددٍ كبيرٍ من جنوده.
كانت هذه المعركةُ آخرَ المعارك المُهمّة على أراضي كيبك. وتراجع من نجا من الأمريكيين بعد هزيمتهم بقيادة جون سوليفان إلى حصن سانت جان أولاً، وبعد ذلك إلى حصن تيكونديروغا.

## خلفية
تعرّض الجيش القاري الذي كان قد غزا كيبك في سبتمبر 1775 لضربةٍ قاسيةٍ أثناء هجومه الكارثيّ على مدينة كيبك عشيّة رأس السنة عام 1775. تبع هذه الهزيمة حصارٌ فرضه بينيديكت أرنولد ومن بقي من الجيش على كيبك حتى مايو 1776.
أبحرت ثلاثُ سفنٍ من البحرية الملكية البريطانية صَوْب ميناء كيبك في السادس من مايو وأُرسلت القوّات المحمولة على هذه السفن فوراً إلى المدينة، فقام الجنرال غاي كارلتون بتنظيم جيشه وسار به مُخيّم الحصار الأمريكيّ. كان الجنرال جون توماس -الذي كان حينها قائداً للقوات الأمريكيّة- قد اتخذ بالفعل ترتيباتٍ للانسحاب، ولكنّ وصول البريطانيين ألقى الذعر في نفوس جُنده، ممّا أدّى إلى عدم انتظام عملية الانسحاب التي قاموا بها حتى وصولهم في نهاية المطاف إلى سوريل في 18 مايو تقريباً.

### القوات البريطانية في تروا ريفيير
واصلت السفنُ المُحمّلةُ بالجنود والإمدادات العسكريّة في المجيء إلى كيبك خلال شهر مايو وحتى مطلع شهر يونيو، وكان من بين القادمين جنود إيسن من براونشفايغ بقيادة البارون ريدسل. لم يقم كارلتون بشنّ هجماتٍ على الأمريكيين بعد أن كانوا قد انسحبوا في مايو. وفي 22 مايو أرسل كارلتون سُفناً مُحمّلةً بالجنود إلى تروا ريفيير بقيادة آلان ماكلين. وفي الثاني من يونيو قاد العميد سيمون فريزر قوّاتٍ إضافيّةً إلى تروا ريفيير. وبحلول السابع من الشهر نفسه بات عدد القوّات البريطانيّة على الأرض في تروا ريفيير يُقارب الألف، بالإضافة إلى خمسةٍ وعشرين سفينةً تحمل قوّاتٍ إضافيّةً وإمداداتٍ وترسو على النهر بالقُرب من البلدة.

### الاستعداد الأمريكي
صحيحٌ أنّ الأمريكيين انسحبوا بعد أن علموا بوصول ثلاث سُفنٍ بريطانيّةٍ تحمل بضعة مئاتٍ من الجنود، إلا أنهم لم يعلموا الحجم الحقيقيّ للقوّات البريطانيّة. عُقد مجلس حرب في سوريل في 21 مايو ضمّ مُمثلين عن المؤتمر القاري الثاني وتمخض عنه قرارٌ مٌقتضاه أنّ الأمريكيين سيخوضون معركتهم في ديشامبو الواقعة بين تروا ريفيير وكيبك. تمّ التوّصلُ إلى هذا القرار بناءً على تقارير سطحيّة وشائعات تحدثت عن حجم القوّات البريطانيّة. أُصيب جون توماس قائد القوّات الأمريكيّة بمرض الجدري في 21 مايو، ومات بسببه في 2 يونيو، فحلّ محلّه العميد ويليام ثومبسون الذي تخلّى بدوره عن القيادة لصالح الجنرال جون سوليفان فور وصوله سوريل في 5 يونيو مصحوباً بالإمدادات القادمة من حصن تيكونديروغا.
أرسل ثومبسون 600 جنديّ بقيادة الكولونيل آرثر سانت كلير إلى تروا ريفيير بهدف مُفاجأة القوّة البريطانيّة الصغيرة التي ظنّوا وجودها هناك، وكان ذلك في الخامس من يونيو قُبيل ساعاتٍ فقط من وصول سوليفان. وعندما وصل الأخير إلى سوريل أرسل من فوره تعزيزاتٍ لثومبسون قوامها 1600 جُنديّ. لحق هؤلاء بآرثر في نيكوليه، وفي ليلة السابع من يونيو عبر ثومبسون وآرثر وحوالي 2000 جنديّ النهر ونزلوا في بوانت دو لاك التي تبعدُ بضعة أميالٍ فقط عن تروا ريفيير.

## المعركة

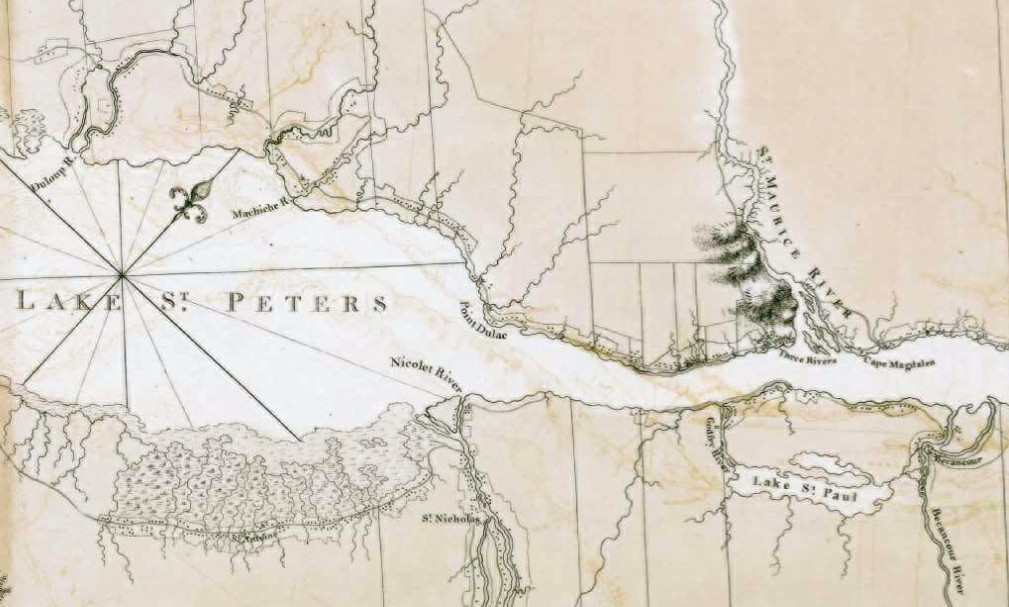
تفاصيل خريطة تعود لعام 1781 تُظهر المنطقة التي دارت عليها المعركة.

رأى قائد إحدى الميليشيات المحليّة الأمريكيين أثناء عبورهم النهر فهرع إلى المُعسكر البريطانيّ في تروا ريفيير وأبلغ الجنرال فريزر. ترك ثومبسون 250 رجلاً لحراسة بوانت دو لاك وتوجّه بالبقيّة صَوْب تروا ريفيير. لم يكن ثومبسون على درايةٍ بطبيعة التضاريس المحليّة؛ لذا طلب من مُزارعٍ محليّ يُدعى أنطوان غوتييه إرشاد الجيش نحو تروا ريفيير. سار غوتييه بالجيش الأمريكيّ حتى أدخلهم -عن عمدٍ على ما يبدو- في مُستنقعٍ تطلّب الخروجُ منه ساعات. وفي هذه الأثناء أنزل البريطانيّون بعد أن حُذّروا من الوجود الأمريكيّ قوّات عسكريّة من أسطولهم وشكّلوا خطوطاً عسكريّةً على الطريق خارج البلدة. كما أُرسلت السفنُ البريطانيّةُ أيضاً إلى بوانت دو لاك ممّا أجبر الحرّاس الأمريكيين على الفرار عبر النهر مع مُعظم قواربهم.

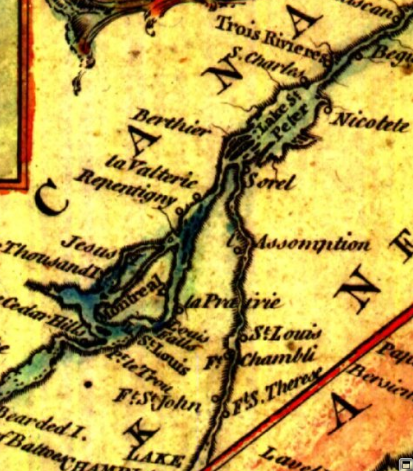
تفاصيل خريطة تعود لعام 1759 تُظهر تروا ريفيير وسوريل.

استطاع بعضُ الأمريكيين بقيادة ثومبسون الخروج من المُستنقع ليجدوا في وجههم السفينة البريطانيّة إتش إم إس مارتن التي اضطرتهم إلى العودة إلى المُستنقع ثانيةً بعد أن فتحت عليهم النار. كان وضع الفرقة الأمريكيّة التي كانت تحت قيادة أنتوني واين أفضل قليلاً، إذ إنهم عند خروجهم من المُستنقع واجهوا فرقة فريزر فقط. حصل تبادلٌ في إطلاق النار بين الجانبين لفترةٍ وجيزةٍ قبل أن يهرب الأمريكيّون تاركين وراءهم أسلحتهم. تمكنّت بعض الفرق الأمريكيّة من التراجع نحو أطراف الغابة ممّا وفّر لهم حمايةً أكبر، وحاولوا الاشتباك مع بعض الفرق البريطانيّة لكنّهم لم يتمكنوا من الاقتراب منهم إذ كانت هذه الفرق البريطانيّة تُطلق عليهم النار لتُبقيهم بعيدين عن الطرقات، كما أطلقت السفن الموجودة في النهر النيران عليهم لتُبقيهم بعيدين عن الشاطئ. استطاع آرثر سانت كلير وعددٌ من الرجال العودة إلى بوانت دو لاك فتفاجؤوا باحتلال البريطانييّن لها مما اضطرهم للعودة من جديد إلى المُستنقع ومن ثمّ الفرار من جهةٍ أخرى. تمكّن واين بعد ذلك من تشكيل فرقةٍ خلفيّةٍ تتألف من حوالي 800 رجل حاول من خلالها الهجوم على البريطانييّن في موقع تمركزهم لكنهم اضطُروا للعودة إلى الغابة مرةً أخرى. قرر واين بعد ذلك التراجع على مراحل، فأرسل رجاله جماعاتٍ جماعاتٍ ليتمكنوا من الهرب، وقد ساعدتهم الغابة في إخفاء أعدادهم الحقيقيّة من العدو.
وصل الجنرال كارلتون إلى تروا ريفيير في أواخر المعركة. في هذه الأثناء سيطرت كتيبةٌ بريطانيّةٌ بقيادة الرائد غرانت على جسرٍ فوق ريفيير دو لوب كان بمثابة معبرٍ شديد الأهميّة للأمريكييّن المُنسحبين على طول الشاطئ الشماليّ لسانت لورانس. أمر كارلتون غرانت بالانسحاب سامحاً لمُعظم الأمريكييّن بالهرب. من المُرجّح أنّه اتخذ هذا القرار لأنه لم يُرد أن يتحمّل عبء هذا العدد الكبير من الأسرى أو لأنّه أراد تحطيم معنويّات الأمريكييّن بشكلٍ أكبر. حتى مع هذا الانسحاب لم يتمكّن عددٌ كبيرٌ من الأمريكيين من الهرب ووقعوا في الأسر. شملت قائمةُ الاسرى الجنرال ثومبسون ذاته وسبعة عشر ضابطاً من ضُبّاطه، واستمرّ البريطانيّون بمُلاحقة الأمريكييّن حتى 13 يونيو، فكان عدد من سقطوا في أيديهم 236 أسيراً. يقول المُؤرخ برندان موريسي إنّ عدد القتلى الأمريكييّن في المعركة كان قُرابة الثلاثين قتيلاً، في حين يزداد العدد عند هوارد بيكهام ليصل إلى خمسين قتيلاً.

## ما بعد المعركة
عادت الفرق الأمريكيّة المُتناثرة برّاً عن طريق الشاطئ الشماليّ إلى بيرتيفيل التي عبروا منها إلى سوريل، ولم يصل بعضهم إليها حتى 11 يونيو. جمع سوليفان 2500 جنديّ تحت قيادته وأراد بدء معركةٍ من جديد في سوريل، ولكنّ تفشّي الجدري وظهور انشقاقاتٍ وشائعاتٍ تقولُ إنّ الأسطول البريطانيّ عازمٌ على القدوم مرةً أخرى أقنع سوليفان أنّ وقت الانسحاب قد حان. بحلول 17 يونيو كان الجيش القاري قد غادر المقاطعة، بعد أن حاولوا حرق مونتريال وتدمير حصن سانت جان وأي زوارق حربيّة قادرة على الإبحار في بحيرة شامبلين.
أمر كارلتون مُعظم الجيش البريطانيّ بالإبحار نحو سوريل في 9 يونيو، لكنّهم لم ينطلقوا فعلاً حتى انضمّ إليهم في 13 يونيو. في حين سارت فرقةٌ مُؤلفّةٌ من 1200 رجل بقيادة فريزر عبر الشاطئ الشماليّ إلى بيرتيفيل ومونتريال. وصل الأسطولُ البريطانيُّ في وقتٍ مُتأخرٍ من 14 يونيو إلى سوريل التي كان الأمريكيّون قد غادروها في صباح ذلك اليوم، ودخلت عناصر من الجيش البريطانيّ مونتريال في 17 يونيو وكذلك وصلت إلى حصن سانت جان ليروا آخر من تبقّى من الأمريكيّين (قيل إنّ آخرهم كان بينيديكت أرنولد بالتحديد) يهربون من بقاياها المُحترقة.
عامل كارلتون الأسرى مُعاملةً حسنةً. ومع أنّ ظروف أسرهم لم تكن جيّدةً على الدوام إلّا أنّه وفّر لهم اللباس، بل وأطلق سراحهم -ما عدا الضبّاط- ونقلهم إلى نيويورك.

## الإرث
عُيّن موقعٌ بالقرب من جسر لو جون موقعاً تاريخيّاً وطنيّاً في كندا عام 1920 إحياءً لذكرى المعركة.
هناك ثلاث لوحات في مدينة تروا ريفيير تُخلّد ذكرى عدّة جوانب في المعركة. الأولى وُضعت تكريماً للمُشاركين البريطانيّين في الموقع التاريخيّ الوطنيّ من قبل لجنة المواقع التاريخيّة والمعالم الكنديّة. الثانية تُكرّم القتلى الأمريكيّين ووضعتها مُنظمّة بنات الثورة الأمريكيّة في حديقة شامبلين في أغسطس 1985. أمّا الثالثة فإنّها تُكرّم أنطوان غوتييه لدوره في تضليل القوّات الأمريكيّة.
أثناء الانسحاب الأمريكيّ من كيبك وخلال هذه المعركة كان الجرحى الأمريكيّون يُعالجون في دير إرسلين في تروا ريفيير. لم يأذن الكونغرس أبداً بدفع ثمن هذه الخدمات في حين احتفظ الدير بالفاتورة. بلغت قيمة هذه الفاتورة حوالي 26 جنيه إسترليني، لكنّ قيمتها في وقتنا الحاضر تصل إلى ما بين العشرة والعشرين مليون دولار. سدّد القنصل العام الأمريكيّ ديفيد فيتر خلال الاحتفال بالذكرى 375 للمدينة في 4 يوليو 2009 بشكلٍ رمزيّ الديْن لإرسلين حين دفع 130 دولار كندي.

## هامش
- «1»: من المُستحيل معرفة عدد القوات البريطانيّة التي شاركت فعلاً في المعركة بدقة. إذ كان هناك أكثر من ألف جُنديّ على الأرض عندما نُبِّه البريطانيين لوجود الأمريكييّن، في حين أننا لا نعرف عدد الجنود الذين نزلوا من السُّفن لتقديم المُساعد. حيث يذكرُ المُؤرخ سميث (صفحة 413) على سبيل المثال أنّ الجنرال نِسبيت جلب وحدةً قويّةً إلى بوانت دو لاك في كيبك، ولا يُعطي أيُّ مصدرٍ من المصادر الرئيسة أيَّ عددٍ أو حتى إشارةً لعدد القوّات التي قدمت لمُساعدة فريزر في تروا ريفيير.